# العلاقات الألمانية الفلبينية
ما تزال العلاقات الألمانية الفلبينية قوية وإيجابية حتى لآن. وقع البلدان في 25 أبريل عام 1955 اتفاقية أدت إلى تعاون ديناميكي بينهما. تملك ألمانيا سفارة في مانيلا وقنصلية فخرية في سيبو، وتملك الفلبين سفارة في برلين وقنصليات في فرانكفورت وهامبورغ. تُعد ألمانيا الشريك التجاري الأول للفلبين في الاتحاد الأوروبي بعد هولندا وفرنسا والمملكة المتحدة.

## العلاقة الثنائية
زار وزير الخارجية الفلبيني ألبرت ديل روزاريو ألمانيا في ديسمبر عام 2011، والتقى مع نظيره الألماني فيسترفيله. زار وزير الخارجية الألماني فيسترفيله الفلبين في فبراير عام 2013 برفقة وفد أعمال ألماني. أجرى محادثات مع الرئيس بنيغنو آكينو الثالث ووزير الشؤون الخارجية ألبرت ديل روزاريو. وصل تاريخ ألمانيا والفلبين إلى بعض التقاطعات الغريبة مثل معركة خليج مانيلا. قال الرئيس السابق فيدل راموس أثناء افتتاح معرض مابوهي ألمانيا في عام 2008 بأن السفن الألمانية كانت تراقب عن كثب خلال الحصار بانتظار نتيجته.

## الفلبينيين في ألمانيا
يوجد هناك أكثر من 60 ألف فلبيني في ألمانيا ومن ضمنهم أشخاص يعملون في مختلف مجالات الحياة، بما في ذلك العمال المهاجرون في القطاع الطبي والصناعات البحرية، وذلك بالإضافة إلى عدد من النساء المتزوجات من رجال ألمانيين التقوا عن طريق وكالات الزواج الدولية. أنشأ الفلبينيون في ألمانيا أكثر من مئة منظمة مدنية. تُعد مسابقات الكاراوكي بشكل خاص شكلًا من أشكال التجمعات الاجتماعية. يشتهر العمل التطوعي القائم على الكنيسة على نطاق واسع، ونجح بشكل خاص عن طريق تشجيع المهاجرات للمشاركة الاجتماعية، وذلك بهدف مساعدة المجتمع الفلبيني المحلي وجمع الأموال للمشاريع الخيرية في الفلبين.
يُعد الفلبينيون مندمجين بشكل جيد في المجتمع الألماني، وينظر إليهم جيرانهم على أنهم يعملون بجد ومهارة وسلمية. يشعر 75% منهم أنه ليس لديهم مشاكل في التكيف الثقافي أو اللغوي، وذلك وفقًا لمسح أجرته جامعة فان تيلبورغ الهولندية عام 1997. يُصعب الحصول على تقديرات موثوقة لعدد الفلبينيين في ألمانيا. قدرت السفارة الألمانية في الفلبين أن 35 ألف مواطن فلبيني عملوا في ألمانيا اعتبارًا من عام 2008، وأن 30 ألف آخرين قد حصلوا على الجنسية الألمانية.
يحصل حوالي 1300 فلبيني على الجنسية الألمانية كل عام. أظهرت الأرقام الرسمية لمكتب الإحصاء الاتحادي في ألمانيا إقامة 23171 فلبينيًا في البلاد اعتبارًا من عام 2003؛ ولم يشمل هذا الرقم الفلبينيين المجنسين كمواطنين ألمانيين ولا أولئك الذين أقاموا في البلاد بشكل غير قانوني. اقترحت دراسة أجراها باحثون من شبكة أبحاث الهجرة الفلبينية في عام 2007 وصول عدد المقيمين غير القانونيين إلى 40 ألفًا. تدعي القنصلية العامة الفلبينية أن عدد الفلبينيين المقيمين بشكل غير قانوني في ألمانيا صغير جدًا. لا يساوي المجتمع الفلبيني في ألمانيا بشكل كبير بين الجنسين، مع حوالي 3.5 امرأة لكل رجل، وذلك نتيجة الهجرة المبكرة التي تهيمن عليها الإناث من الممرضات واللواتي يتزوجن عن طريق البريد، وذلك وفقًا لمكتب الإحصاء الاتحادي في ألمانيا. تُعكس هذه النسبة في هامبورغ فقط.
- شمال الراين-وستفاليا: 4517[5]
- هسن: 3682[5]
- بافاريا: 3.503[5]
- بادن فورتمبيرغ: 3282[5]

## الألمان في الفلبين
بدأت التسوية الألمانية في الفلبين خلال الحقبة الاستعمارية عندما حاولت الإمبراطورية الألمانية الاستحواذ على الفلبين. يشير هذا أيضًا إلى مواطنين فلبينيين من أصل ألماني خالص أو مختلط يقيمون حاليًا في البلاد. أنشأت العديد من الشركات الألمانية عملًا لها في الفلبين في السنوات الأخيرة، واختار عدد من الألمان الفلبين كمقر إقامة جديد لهم. وفر النادي الألماني في الفلبين منذ تشكيله في يناير عام 1906 مكانًا من الراحة والتفاعل للألمان والفلبينيين على حد سواء. شهد هذا النادي في القرن الماضي تاريخ البلاد العريق، ويتمتع اليوم برعاية منتظمة من الأعضاء والضيوف في موقعه الحالي في قرية ليغاسبي في مدينة ماكاتي.
يعمل من 4000 إلى 6000 ألماني أو يدرسون أو يعيشون في الفلبين. تأسست 52 شركة ألمانية في الفلبين في عام 2009.

## مقارنة بين البلدين
هذه مقارنة عامة ومرجعية للدولتين:
| وجه المقارنة                                              | ألمانيا                                                                              | الفلبين                       |
| --------------------------------------------------------- | ------------------------------------------------------------------------------------ | ----------------------------- |
| المساحة (كم2)                                             | 357.41 ألف                                                                           | 343.45 ألف                    |
| عدد السكان (نسمة)                                         | 81.29 مليون                                                                          | 104.92 مليون                  |
| الكثافة السكانية (ن./كم²)                                 | 227.44                                                                               | 305.49                        |
| العاصمة                                                   | بون، برلين                                                                           | مانيلا                        |
| اللغة الرسمية                                             | اللغة الألمانية                                                                      | اللغة الفلبينية، لغة إنجليزية |
| العملة                                                    | يورو، مارك ألماني                                                                    | بيسو فلبيني                   |
| الناتج المحلي الإجمالي (بليون دولار)                      | 3.68 تريليون                                                                         | 313.60 مليار                  |
| الناتج المحلي الإجمالي (تعادل القوة الشرائية) بليون دولار | 3.92 تريليون                                                                         | 743.90 مليار                  |
| الناتج المحلي الإجمالي الاسمي للفرد دولار أمريكي          | 41.31 ألف                                                                            | 2.90 ألف                      |
| الناتج المحلي الإجمالي للفرد دولار أمريكي                 | 46.40 ألف                                                                            | 7.39 ألف                      |
| مؤشر التنمية البشرية                                      | 0.926                                                                                | 0.668                         |
| رمز المكالمات الدولي                                      | +49                                                                                  | +63                           |
| رمز الإنترنت                                              | .de                                                                                  | .ph                           |
| المنطقة الزمنية                                           | توقيت وسط أوروبا، ت ع م+01:00، ت ع م+02:00، توقيت أوروبا الوسطى المعياري (ت غ م +1) ‏ | توقيت الفلبين                 |

## مدن متوأمة
في ما يلي قائمة باتفاقيات التوأمة بين مدن ألمانية وفلبينية:
- ترتبط لانغنفلد مع مدينة باتانجاس باتفاقية توأمة.
- ترتبط هايدلبرغ مع كالامبا باتفاقية توأمة منذ 1965.

## منظمات دولية مشتركة
يشترك البلدان في عضوية مجموعة من المنظمات الدولية، منها:
| علم المنظمة | اسم المنظمة                               | تاريخ انضمام ألمانيا | تاريخ انضمام الفلبين |
| ----------- | ----------------------------------------- | -------------------- | -------------------- |
|             | مؤسسة التمويل الدولية                     | 20 يوليو 1956        | 12 أغسطس 1957        |
|             | منظمة حظر الأسلحة الكيميائية              | 29 أبريل 1997        | ?                    |
|             | يونسكو                                    | 11 يوليو 1951        | 21 نوفمبر 1946       |
|             | الاتحاد الدولي للاتصالات                  | 1866                 | 25 مايو 1912         |
|             | الأمم المتحدة                             | 18 سبتمبر 1973       | 24 أكتوبر 1945       |
|             | المنظمة الهيدروغرافية الدولية             | ?                    | ?                    |
|             | منظمة الشرطة الجنائية الدولية             | ?                    | ?                    |
|             | البنك الدولي للإنشاء والتعمير             | 14 أغسطس 1952        | 27 ديسمبر 1945       |
|             | الاتحاد البريدي العالمي                   | 1 يوليو 1875         | ?                    |
|             | مؤسسة التنمية الدولية                     | 24 سبتمبر 1960       | 28 أكتوبر 1960       |
|             | منظمة التجارة العالمية                    | ?                    | 1995                 |
|             | الفريق المعني برصد الأرض                  | ?                    | ?                    |
|             | بنك التنمية الآسيوي                       | 1966                 | 1966                 |
|             | المركز الدولي لتسوية المنازعات الاستشارية | 18 مايو 1969         | 17 ديسمبر 1978       |
|             | وكالة ضمان الاستثمار متعدد الأطراف        | 12 أبريل 1988        | 8 فبراير 1994        |

## أعلام
هذه قائمة لبعض الشخصيات التي تربطها علاقات بالبلدين:
- آلان بيتر كايتانو (سياسي فلبيني، 28 أكتوبر 1970 – )
- أماليا فوينتيس (27 أغسطس 1940[48] – )
- إنريكي جيل (24 ديسمبر 1992 – )
- باتريك ريتشلت (لاعب كرة قدم فلبيني، 15 يونيو 1988[49] – )
- بيا فورتزباخ (24 سبتمبر 1989 – )
- بيانكا كينغ (ممثلة فلبينية، 18 مارس 1985 – )
- دينيس وولف (لاعب كرة قدم ألماني، 15 يناير 1983[50] – )
- رولاند مولر (لاعب كرة قدم ألماني، 2 مارس 1988 – )
- ستيفان شروك (لاعب كرة قدم، 21 أغسطس 1986[51] – )
- سيد لوسيرو (ممثل فلبيني، 12 مارس 1981 – )
- غيرريت هولتمان (لاعب كرة قدم ألماني، 25 مارس 1995[52] – )
- فريدي ويب (24 نوفمبر 1942 – )
- كيفين انغريسو (لاعب كرة قدم فلبيني، 10 فبراير 1993[53] – )
- مانويل أوت (لاعب كرة قدم ألماني، 6 مايو 1992[54] – )
- مايك أوت (لاعب كرة قدم فلبيني، 2 مارس 1995[55] – )

## وصلات خارجية
- موقع وزارة الخارجية الألمانية
- موقع وزارة الخارجية الفلبينية